# 더 울프 오브 월 스트리트
《더 울프 오브 월 스트리트》(영어: The Wolf of Wall Street)는 2013년 공개된 마틴 스코세이지 감독의 미국의 블랙 코미디 영화이다. 이 영화는 실존 인물인 조던 벨포트의 회고록 《월가의 늑대》를 각색하여 테런스 윈터가 각본을 썼다. 레오나르도 디카프리오가 주연을 맡았다. 26세에 월가에 뛰어들어 주가 조작으로 주체할 수 없이 많은 돈을 벌고 술과 파티, 여자와 마약에 빠져 FBI의 표적이 된 희대의 사기꾼 조던 벨포트의 실화를 다룬 범죄 영화이기도 하다.

## 줄거리
1987년, 25세의 조던 벨퍼트는 월가의 증권사 L.F. 로스차일드에서 마크 한나 밑에서 주식 중개인으로 일자리를 얻는다. 그는 마약에 취한 주식 중개인 문화와 한나가 중개인의 유일한 목표는 자신을 위해 돈을 버는 것이라는 믿음에 빠르게 매료된다. 조던은 1929년 월스트리트 대폭락 이후 역사상 가장 큰 하루 동안의 주가 대폭락인 검은 월요일 이후 일자리를 잃고, 롱아일랜드의 보일러 룸 증권사인 인베스터스 센터에서 일자리를 얻는다. 이곳은 핑크 시트 동전주 전문이다. 그는 공격적인 판매 방식과 높은 수수료 덕분에 작은 재산을 모은다.
조던은 이웃 도니 아조프와 친구가 되고, 둘은 자신들의 보일러 룸 스타일 증권 회사를 시작한다. 그들은 조던의 어린 시절 친구인 로비 파인버그, 올든 쿠퍼버그, 니키 코스코프, 체스터 밍, 토비 웰치와 지역 마약상 브래드 보니크를 모집하고, 조던은 이들 모두에게 "하드 셀" 기술을 훈련시켜 버려진 자동차 수리점에서 회사를 차린다. 조던의 전술과 판매 기술은 그가 속임수와 긍정적인 진술로 주가를 부풀려 인위적으로 높은 가격에 팔 수 있도록 하는 펌프 앤 덤프 사기의 성공에 크게 기여한다. 사기꾼들이 과대평가된 증권을 팔면 가격이 폭락하고, 부풀려진 가격에 매수하도록 속은 사람들은 갑자기 자신이 지불한 가격보다 훨씬 가치가 떨어진 주식을 갖게 된다. 이를 은폐하기 위해 조던은 1989년에 회사에 스트래튼 오크몬트라는 존경할 만한 이름을 붙인다.
얼마 후, 회사는 엄청난 성공을 거두며 자동차 수리점에서 더 큰 사무실로 이전한다. 포브스에 실린 폭로 기사에서 조던을 "월가의 늑대" – "부자들에게서 빼앗아 자신과 그의 즐거운 중개인 무리에게 주는 뒤틀린 로빈 후드 같은 인물"이라고 칭하자, 처음에는 벨퍼트는 분노했지만, 이로 인해 수백 명의 야심찬 젊은 금융인들이 회사로 몰려들었고, 결국 그들은 훨씬 더 큰 사무실로 이전하게 된다.
이 모든 일이 진행되면서 조던은 엄청난 성공을 거두고, 매춘과 마약의 퇴폐적인 생활에 빠져든다. 그는 란제리 디자이너 나오미 라파글리아와 불륜 관계를 맺고, 아내 테레사가 이를 알게 되자 조던은 그녀와 이혼하고 1991년에 나오미와 결혼한다. 한편, SEC와 FBI는 스트래튼 오크몬트를 조사하기 시작한다.
1993년, 조던은 도니의 어린 시절 친구이자 여성 신발 디자이너인 스티브 매든이 설립한 스티브 매든의 IPO를 확보한 후 3시간 만에 불법적으로 2,200만 달러를 벌어들여 자신과 그의 회사에 더 많은 FBI의 주목을 받게 된다. 조던은 데넘 요원에게 뇌물을 주려 했으나 실패했고, 이에 돈을 안전한 곳에 보관할 방법을 찾는다. 그는 부패한 은행가 장자크 소렐과 함께 스위스 은행 계좌를 나오미의 이모 엠마의 이름으로 개설한다. 엠마는 미국 당국의 즉각적인 손이 닿지 않는 영국 시민이다. 그는 유럽 여권을 가진 브래드의 스위스-슬로베니아인 아내 샹탈과 그녀의 가족을 이용하여 현금을 스위스로 밀반입한다.
도니와 브래드는 돈을 교환하는 과정에서 공개적으로 격렬한 논쟁을 벌였고, 그 결과 도니가 도망치는 동안 브래드가 체포된다. 도니는 조던에게 레몬 714 콰알루드를 발견했다고 알리는데, 조던은 이를 마약의 "성배"라고 부른다. 둘은 벨퍼트의 집에서 알약을 복용했지만 아무런 효과가 없었다. 그들은 유통기한이 지났다고 생각하고 남은 약을 모두 복용한다.
조던의 사립 탐정 보 디틀은 그에게 전화를 걸어 공중전화로 통화해야 한다고 말한다. 조던은 지역 컨트리 클럽으로 운전해 가서 보에게 전화했고, 보는 FBI가 그의 전화를 도청하고 있다고 알려준다. 보와 통화하는 동안 콰알루드가 효력을 발휘하기 시작했고, 조던은 극도로 취해 람보르기니 쿤타치를 몰고 집에 가는 데 어려움을 겪는다. 집에 도착하자 도니가 전화 통화를 하는 것을 발견하고 전화 코드로 그를 거의 목 졸라 죽일 뻔한다. 도니는 고기에 질식하고, 조던은 다량의 코카인을 흡입한 후 하임리히법을 시행한다. 다음날 경찰이 도착하여 조던에게 그의 차가 파손되었다고 알린다.
아들을 염려한 조던의 아버지 맥스는 그에게 스트래튼 오크몬트를 떠나 조던의 변호사가 그를 감옥에서 나오게 하기 위한 거래를 협상하는 동안 잠시 숨어 지내라고 조언한다. 그의 고별 연설 도중, 조던은 회사를 그만둘 수 없었고, 결국 남아 있기로 결정하며 친구들과 직원들의 엄청난 지지를 받았지만 아버지의 분노를 샀다.
1996년, 조던, 도니, 그리고 그들의 아내들이 요트를 타고 이탈리아로 여행하던 중, 엠마가 심장마비로 사망했다는 소식을 듣는다. 스위스 계좌에 그녀의 이름으로 남겨둔 돈을 걱정한 조던은 장례식에 참석하기 위해 런던으로 가기 전에 서류에 그녀의 이름을 위조하고 계좌를 살리기 위해 스위스로 항로를 변경할 것이라고 발표한다. 국경 순찰대를 우회하기 위해 그는 요트 선장 테드에게 모나코로 항해하라고 명령하지만, 그들의 배는 폭풍우에 전복된다. 구조된 후, 그들을 제네바로 데려가기로 한 비행기는 엔진에 갈매기가 날아들어 파괴된다. 조던은 이를 악화되는 마약 중독을 해결하라는 신의 징조로 받아들이고 금주를 시도한다.
1998년, 소렐과 코스코프는 무관한 범죄로 체포되었고, 소렐은 사법 거래의 일환으로 FBI에 조던에 대해 알린다. 그에게 불리한 증거가 압도적이자 조던은 관용을 대가로 나머지 동료들로부터 증거를 수집하는 데 동의한다. 마지막으로 섹스를 한 후, 나오미는 조던에게 이혼할 것이며 딸과 어린 아들의 완전한 양육권을 원한다고 말한다. 코카인에 취한 분노 속에서 조던은 나오미를 주먹으로 때리고 딸을 태우고 차를 몰고 가려 했지만 진입로에서 차 사고를 낸다.
나중에 조던은 직장에 도청 장치를 착용하고 도니에게 쪽지를 건네 파트너에게 경고한다. 그러나 쪽지는 곧 FBI에 의해 발견되어 조던은 체포되고, 그 후 스트래튼 오크몬트는 급습당해 폐쇄된다. 자신의 거래를 위반했음에도 불구하고, 조던은 증언에 대한 관용으로 최저 보안 교도소에서 36개월의 감형을 받았고, 22개월을 복역한 후 2000년에 석방된다. 석방 후, 조던은 자신의 회사에서 창립 파트너들과 사용했던 것과 동일한 테스트를 사용하여 영업 기술 세미나를 주최하며 생계를 꾸려간다.

## 배역
- 레오나르도 디카프리오 - 조던 벨퍼트 역
- 조나 힐 - 도니 아조프 역
- 매슈 매코너헤이 - 마크 해나 역
- 장 뒤자르댕 - 장자크 소렐 역
- 마고 로비 - 나오미 라팔리아 역
- 카일 챈들러 - 그레그 콜먼 역
- 롭 라이너 - 맥스 벨퍼트 역
- 존 패브로 - 리 소킨 역
- 존 번설 - 브래드 보드닉 역
- 크리스틴 밀리오티 - 테레사 페트리요 역
- 크리스틴 에버솔 - 리아 벨퍼트 역
- 케네스 최 - 체스터 밍 역
- 조애나 럼리 - 에마 고모 역
- 스파이크 존즈 - 드웨인 역
- 이선 서플리 - 토비 웰치 역
- 마틴 클레바 - 프랭크 베리 역
- 쉐어 위햄 - 테드 비컴 선장
- 카타리나 차스 - 샨탈 보드닉
- P. J. 번 - 니키 코스코프
- 브라이언 사카 - 로비 파인버그
- 헨리 저브라우스키 - 앨던 쿠퍼버그
- 제이크 호프먼 - 스티브 매든
- 매캔지 미한 - 하이디 아조프
- 보 디에틀 - 본인
- 조던 벨퍼트 - 오클랜드 스트레이트 라인 호스트

## 같이 보기
- 보일러 룸